# Кавалеры ордена Святого Георгия IV класса Х
Кавалеры ордена Святого Георгия IV класса на букву «Х» 
Список составлен по алфавиту персоналий. Приводятся фамилия, имя, отчество; звание на момент награждения; номер по списку Григоровича — Степанова (в скобках номер по списку Судравского); дата награждения. Лица, чьи имена точно идентифицировать не удалось, не викифицируются.

## Ха
- Хаборский, Николай Сергеевич; штабс-капитан; 25 мая 1916
- Хаврай, Андрей Францевич; подпоручик; 20 августа 1917
- Хаджи-Коли, Владимир Ставриевич; капитан; 9 сентября 1915
- Хаджи-Мурат, Ахацхан Хаджимурадович; подполковник; 23 мая 1916
- Хаджи-Мурат, Хаджи-Гельды; штабс-капитан; 12 февраля 1917
- Хаджимирзаев, Абдурагим Сулейманович; штабс-ротмистр; 25 июля 1917
- Хаджич, Стеван; полковник; 1917
- Хаджогли, Спиридон Иванович; капитан 2-го ранга; № 3250; 26 ноября 1816
- Хадыкин, Виссарион Лаврентьевич; майор; № 9441; 26 ноября 1854, за «выслугу 25 лет в офицерских чинах»[1]
- Хайдуков, Степан Алексеевич; подпоручик; 6 сентября 1917
- Халаган, Роберт; капитан 2-го ранга британской службы; 5 июля 1916
- Халанский, Василий Иванович; подполковник; № 4847; 25 декабря 1833
- Халанский, Николай Иванович; полковник; № 4967; 3 декабря 1834
- Халецкий, Иван Альбертович; полковник; № 7560; 1 января 1847
- Халецкий, Киприан Матвеевич; майор; № 5064; 3 декабря 1834
- Халил-Беков, Исрофил; капитан; 25 ноября 1916
- Халипин, Василий Михайлович; подполковник; № 2217; 26 ноября 1810
- Халтурин, Герасим; капитан; № 8556; 26 ноября 1850
- Халтурин, Пётр Иванович; подполковник; № 5781; 1 декабря 1838
- Халютин, Дмитрий Иванович; полковник; № 5553; 29 ноября 1837
- Хамрат, Фердинанд Львович; полковник; № 9077; 26 ноября 1853
- Ханасов, Илья Васильевич; премьер-майор; № 1083; 26 ноября 1794
- Ханевский, Никита; майор; № 6619; 5 декабря 1841
- Ханжин, Михаил Васильевич; полковник; 19 сентября 1907
- Ханин, Яков Егорович[2]; подполковник; № 333; 26 ноября 1781
- Ханкаламов, Георгий Исаевич; подполковник; 7 января 1916
- Хануков, Александр Павлович; генерал-майор; 19 мая 1915
- Ханыков, Лев Константинович; штабс-капитан; 26 сентября 1916
- Ханыков, Пётр Иванович; капитан-лейтенант; № 210 (177); 27 июля 1773
- Хапров, Захарий Герасимович; капитан; № 9477; 26 ноября 1854
- Харамдани, Христофор Пантелеевич; капитан-лейтенант; № 3599; 16 декабря 1821
- Харжевский, Викентий Иванович; майор; № 5263; 1 декабря 1835
- Харжевский, Владимир Григорьевич; поручик (штабс-капитан?); 1914—1916
- Харитонов; прапорщик; № 1838 (724); 10 февраля 1807
- Харитонов, Александр Романович; полковник; № 2422 (1055); 29 августа 1812
- Харитонов, Владимир Каллистратович; полковник; № 9673; 26 ноября 1855
- Харитонов, Иван Васильевич; капитан-лейтенант; № 7844; 26 ноября 1847
- Харитонов, Иван Иванович; подполковник; № 2115; 26 ноября 1809
- Харитонов, Иван Тимофеевич; войсковой старшина; № 4003; 26 ноября 1826
- Харитонов, Константин Иванович; полковник; № 2559 (1193); 26 марта 1813
- Харитонов, Михаил Иванович; подпоручик; 18 сентября 1916
- Харичков, Василий Степанович; капитан-лейтенант; № 5902; 1 декабря 1838
- Харламов, Владимир Артемьевич; подполковник; № 2339; 26 ноября 1811
- Харламов, Иван; поручик; № 8585; 26 ноября 1850
- Харламов, Роман Макарович; капитан 1-го ранга; № 1404; 26 ноября 1802
- Харламов, Фёдор Васильевич; секунд-майор; № 1153 (583); 1 января 1795
- Харнский, Пётр Михайлович; майор; № 7845; 26 ноября 1847
- Хартен, Эдуард Оскарович; полковник; 13 мая 1918
- Хартулари, Николай; майор; № 9442; 26 ноября 1854, за «выслугу 25 лет в офицерских чинах»[1]
- Харьковцев, Борис Васильевич; капитан; 25 сентября 1917
- Харчевников, Александр Кондратьевич; подполковник; № 5227; 1 декабря 1835
- Харчевников, Иван Кондратьевич; капитан-лейтенант; № 2363; 26 ноября 1811
- Харчевников, Николай Иванович; капитан 2-го ранга; № 9389; 26 ноября 1854, за «выслугу 25 лет в офицерских чинах»[1]
- Хастатов, Аким Васильевич; подполковник; № 940 (514); 26 ноября 1792
- Хатов, Александр Ильич; генерал-майор; № 3691; 13 февраля 1823
- Хатов, Иван Ильич; полковник; № 3906; 26 ноября 1826

## Хв
- Хвабулов, Матвей Афанасьевич; подполковник; № 182 (154); 7 апреля 1772
- Хватков, Николай Борисович; подполковник; № 3839; 12 декабря 1824
- Хвицкий, Николай Платонович; подполковник; № 7456; 12 января 1846
- Хвицкий, Павел Алексеевич; полковник; № 4074; 26 ноября 1827
- Хворостанский, Николай Никанорович; полковник; 2 января 1917
- Хвостиков, Василий Иванович; полковник; № 7977; 26 ноября 1848
- Хвостиков, Юрий Иванович; подполковник; № 4353; 19 декабря 1829
- Хвостов, Александр Михайлович; генерал-майор; 25 июня 1916
- Хвостов, Александр Семёнович; полковник; № 806 (419); 25 марта 1791
- Хвостов, Дмитрий Семёнович; майор; № 653 (338); 22 августа 1789
- Хвощинский, Александр Васильевич; полковник; 7 ноября 1916
- Хвощинский, Павел Кесаревич; генерал-майор; № 6179; 11 декабря 1840

## Хе
- Хевцуриани, Василий Александрович; подпоручик; 26 августа 1916 (посмертно)
- Хейг, Дуглас; фельдмаршал Великобритании; 29 января 1917
- Хейфец, Григорий Владимирович; прапорщик; 20 августа 1917
- Хелмский, Василий Алексеевич; генерал-майор; № 6701; 3 декабря 1842
- Херхеулидзев, Захар Семёнович; генерал-майор; № 7734; 26 ноября 1847

## Хи
- Хивинцев, Порфирий Александрович; прапорщик; 22 декабря 1917 (посмертно)
- Хилков, Григорий Александрович; ротмистр; № 2795; 20 января 1814
- Хилков, Степан Александрович; штабс-ротмистр; № 1992 (900); 20 мая 1808
- Хилл, Роберт Шамбр; полковник великобританской службы; № 3011; 6 августа 1815 (en:Robert Chambre Hill)
- Хильхен, Станислав Григорьевич; подполковник; № 6040; 3 декабря 1839
- Хильченко, Григорий Григорьевич; подполковник; 27 января 1907
- Химич, Николай Иванович; подполковник; 29 ноября 1916
- Химченко, Владимир Прокофьевич; штабс-капитан; 18 сентября 1917 (посмертно)
- Химшиев, Георгий Спиридонович; полковник; 19 апреля 1878
- Химшиев, Михаил Георгиевич; ротмистр; 17 октября 1915
- Химшиев, Николай Николаевич; полковник; № 8186; 26 ноября 1849
- Хинцинский, Евгений Михайлович; поручик; 30 декабря 1915
- Хитрово, Василий Алексеевич; подполковник; № 3109; 26 ноября 1816
- Хитрово, Василий Петрович; майор; № 3995; 26 ноября 1826
- Хитрово, Григорий Александрович; капитан-лейтенант; № 6625; 5 декабря 1841
- Хитрово, Михаил Герасимович; секунд-майор; № 954; 26 ноября 1792
- Хицевич, Модест Константинович; поручик; 30 июня 1917 (посмертно)

## Хл
- Хламов, Валериан Валерианович; поручик; 26 января 1915 (посмертно)
- Хлебников, Пётр Васильевич; генерал-майор; 4 марта 1917
- Хлистунов, Владимир Николаевич; подпоручик; 25 марта 1916 (посмертно)
- Хлуденев, Иван Гурьянович; подполковник; № 3653; 13 февраля 1823
- Хлусов, Иван Павлович; подпоручик; 6 сентября 1917
- Хлюпин, Василий Ильич; капитан; № 7894; 26 ноября 1847
- Хлюпин, Семён Ильич; полковник; № 6208; 11 декабря 1840

## Хм
- Хмарук, Иоанникий Сергеевич; прапорщик; 31 октября 1917 (посмертно)
- Хмелевский, Антон Осипович; подполковник; № 6294; 11 декабря 1840
- Хмелевский, Феликс-Ксаверий Теофилович; поручик; 4 марта 1917 (посмертно)
- Хметевский, Степан Петрович; капитан; № 129 (108); 9 июля 1771
- Хмолодзев, Семён Ананьевич; майор; № 2897; 18 марта 1814

## Хо
- Хованский, Николай Николаевич; полковник; № 1769 (755); 26 апреля 1807
- Ховен, Георгий Георгиевич фон; подполковник; № 969; 26 ноября 1792
- Ховен, Егор Фёдорович; полковник; № 3175; 26 ноября 1816
- Ховен, Иван Егорович фон; секунд-майор; № 387; 26 ноября 1783
- Ховен, Константин Егорович; генерал-майор; № 7147; 17 декабря 1844
- Ховен, Роман Иванович; полковник; № 3179; 26 ноября 1816
- Ховен, Роман Романович; подполковник; № 7792; 26 ноября 1847
- Ховен, Христофор Христофорович; генерал-майор; № 5384; 6 декабря 1836
- Хогондоков, Константин Николаевич; капитан; 25 февраля 1907
- Ходаковский, Николай Игнатьевич; подпоручик; 12 апреля 1878
- Ходаковский, Николай Николаевич; капитан; 19 мая 1915
- Ходжаев, Герасим; майор; № 5858; 1 декабря 1838
- Ходзько, Иосиф Иванович; полковник; № 7973; 26 ноября 1848
- Ходкевич, Дмитрий Иванович; войсковой старшина; 6 сентября 1915
- Ходкевич, Евгений Иванович; поручик; 17 апреля 1915
- Ходоровский, Ксаверий Антонович; подполковник; № 7826; 26 ноября 1847
- Ходский, Иван Аркадьевич; подпоручик; 11 сентября 1916
- Хойнацкий, Александр Александрович; капитан; 19 мая 1915
- Холево, Иосиф Владиславович; подполковник; 26 ноября 1906
- Холкин, Андрей Иванович; капитан; № 9847; 26 ноября 1855
- Холодков, Иван Алексеевич; штабс-капитан; 4 марта 1917
- Холодов, Пётр Иоанникиевич; поручик; 4 марта 1917
- Холодовский, Егор Васильевич; полковник; № 4966; 3 декабря 1834
- Холодовский, Юрий Иванович; штабс-капитан; 5 февраля 1916
- Хольд, Густав Иванович; подполковник; 31 октября 1917
- Хольмсен, Иван Алексеевич; генерал-майор; 21 марта 1915
- Хоменко, Митрофан Фёдорович; полковник; 7 апреля 1878
- Хоментовский, Игнатий Владиславович; подполковник; № 8681; 26 ноября 1851
- Хоментовский, Михаил Яковлевич; подполковник; № 2305 (1012); 31 октября 1811
- Хоментовский, Фёдор Яковлевич; полковник; № 2092; 26 ноября 1809
- Хоменчук-Фоменчук, Павел; поручик; 4 марта 1917
- Хомотьяно, Гавриил Потапович; капитан 2-го ранга; № 8674; 26 ноября 1851
- Хомотьяно, Пафин (Пофит) Леонтьевич; капитан-лейтенант; № 663 (348); 28 августа 1789
- Хомотьянов, Леонтий Потитович; майор; № 8988; 1 февраля 1852
- Хомутов, Александр Филиппович; лейтенант; № 1902; 26 ноября 1807
- Хомутов, Лев Филиппович; капитан-лейтенант; № 8742; 26 ноября 1851
- Хомутов, Михаил Григорьевич; генерал-майор; № 5098; 1 декабря 1835
- Хомутов, Николай Васильевич; майор; № 9431; 26 ноября 1854
- Хомутов, Павел Филиппович; капитан-лейтенант; № 6351; 11 декабря 1840
- Хомутов, Пётр Никитич; капитан 2-го ранга; № 738 (385); 6 июля 1790
- Хомутов, Яков Филиппович; капитан-лейтенант; № 6352; 11 декабря 1840
- Хомутский, Степан Алексеевич; подполковник; № 4724; 21 декабря 1832
- Хомяков, Алексей Афанасьевич; полковник; № 2294 (1001); 11 апреля 1811
- Хондаков, Андрей Калинович; полковник; № 4201; 25 декабря 1828
- Хондаков, Василий Калинович; майор; № 4527; 9 апреля 1831
- Хондаков, Пётр Калинович; майор; № 6309; 11 декабря 1840
- Хондру, Николай Иванович; прапорщик; 1 марта 1916 (посмертно)
- Хонякевич, Парфен Абрамович; подполковник; № 7248; 17 декабря 1844
- Хопалюк, Феодосий; поручик; 12 октября 1917
- Хоранов, Иосиф Захарович; генерал-майор; 16 июня 1917
- Хорват, Георгий Иванович; полковник; № 145 (124); 3 августа 1771
- Хорват, Иван Дмитриевич; генерал-майор; № 389; 26 ноября 1784
- Хорошеньков, Павел Васильевич; прапорщик; 12 ноября 1916
- Хорошилов, Иван Васильевич; майор; № 6594; 5 декабря 1841
- Хорошкевич, Семён Яковлевич; подполковник; № 5789; 1 декабря 1838
- Хорошхин, Борис Иванович; капитан; 20 ноября 1915
- Хортон, Макс Кеннеди; коммандер британской службы; 1915
- Хоруев, Моисей Иванович; есаул; № 7702; 1 января 1847
- Хорунженко, Фёдор Данилович; подполковник; № 5574; 29 ноября 1837
- Хоруч, Николай Ильич; капитан; 23 сентября 1915 (посмертно)
- Хоткевич, Иосиф Леонтьевич; майор; № 4747; 21 декабря 1832
- Хотминский, Пётр Григорьевич; майор; № 8288; 26 ноября 1849
- Хотяев, Сергей Иванович; майор; № 2125; 26 ноября 1809
- Хотяинцев, Александр Николаевич; подполковник; № 7829; 26 ноября 1847
- Хотяинцев, Иван Николаевич; генерал-майор; № 6689; 3 декабря 1842
- Хотяинцев, Сергей Александрович; поручик; № 40 (41); 22 сентября 1770
- Хохашвили, Шалва Константинович; подпоручик; 27 марта 1917
- Хохлачёв, Михаил Васильевич; хорунжий; 26 января 1917 (посмертно)
- Хохлов, Василий Иванович; капитан; № 7914; 26 ноября 1847
- Хохлов, Николай Николаевич; подпоручик; 30 декабря 1915
- Хохлюшкин, Ефрем Петрович; прапорщик; 29 августа 1916 (посмертно)
- Хохольков, Алексей Николаевич; полковник; 4 апреля 1917
- Хохольков, Николай Николаевич; капитан; 17 ноября 1916
- Хоцянов, Владимир Киприанович; штабс-капитан; 25 июня 1916 (посмертно)

## Хр
- Храбростин, Михаил Николаевич; коллежский советник, старший врач; 23 февраля 1904
- Храпачёв, Василий Иванович; генерал-майор; № 4679; 21 декабря 1832
- Храпицкий, Пётр Александрович; майор; № 6574; 5 декабря 1841
- Храпов, Егор Ильич; майор; № 5637; 29 ноября 1837
- Храповицкий, Василий Егорович; капитан-лейтенант; № 6670; 5 декабря 1841
- Храповицкий, Иасон Семёнович; действительный статский советник; № 6197; 11 декабря 1840
- Храповицкий, Матвей Евграфович; полковник; № 1701 (687); 24 февраля 1806
- Храповицкий, Прокопий Михайлович; подполковник; № 9132; 26 ноября 1853
- Храповицкий, Степан Семёнович; полковник; № 3019; 10 сентября 1815
- Хращевский (Хорошевский), Григорий Кириллович; прапорщик; 28 марта 1915
- Хрещатицкий, Александр Павлович; генерал-майор; № 10104; 26 ноября 1858
- Хрещатицкий, Павел Степанович; штабс-ротмистр; № 2980; 26 октября 1814
- Хржановский, Вячеслав Феликсович; подпоручик; 26 августа 1916
- Хржановский, Иосиф Илларионович; полковник; № 6454; 5 декабря 1841
- Хризосколео, Дмитрий Дмитриевич; прапорщик; 10 июня 1915
- Хризосколео, Иван Дмитриевич; штабс-капитан; 13 октября 1916
- Христиани, Христиан Христианович; полковник; № 4446; 18 декабря 1830
- Христианович, Николай Максимович; полковник; № 10038; 26 ноября 1857
- Хроминский, Казимир-Фортунат Андреевич; капитан; 19 мая 1915
- Хромов, Лев Львович; подполковник; № 9414; 26 ноября 1854
- Хронстовский, Антон Тимофеевич; майор; № 3852; 12 декабря 1824
- Хростицкий, Анатолий Владимирович; генерал-майор; 19 мая 1915
- Хрулёв, Степан Александрович; полковник; № 7966; 26 ноября 1848
- Хрущёв, Александр Петрович; полковник; № 8616; 26 ноября 1851
- Хрущёв, Иван Алексеевич; генерал-майор; № 2850; 13 марта 1814
- Хрущёв, Михаил Николаевич; майор; № 3518; 6 июня 1821
- Хрущёв, Николай Алексеевич; капитан 2-го ранга; № 646 (331); 22 августа 1789
- Хрущёв, Николай Петрович; полковник; № 8174; 26 ноября 1849
- Хрущёв, Сергей Петрович; подполковник; № 2390 (1024); 14 января 1812
- Хрущов, Степан Петрович; капитан 2-го ранга; № 4018; 26 ноября 1826
- Хрущевский, Ромуальд Онуфриевич; майор; № 8510; 26 ноября 1850
- Хрщонович, Игнатий Антонович; майор; № 4119; 26 ноября 1827

## Ху
- Худеков, Владимир Владимирович; поручик; 30 декабря 1915
- Худенко, Антон Ермолаевич; штабс-капитан; 29 апреля 1917
- Худинский, Иосиф Михайлович; генерал-майор; № 4932; 3 декабря 1834
- Худинский, Фёдор Константинович; майор; № 2056 (927); 15 февраля 1809
- Худобашев, Еким Степанович; майор; № 10074; 26 ноября 1857
- Худоминский, Николай Владимирович; подпоручик; 13 октября 1916 (посмертно)
- Худяков, Василий Иванович; полковник; № 8667; 26 ноября 1851
- Худяков, Владимир Корнеевич; подполковник; 5 октября 1877
- Худяков, Сергей Васильевич; подполковник; № 9756; 26 ноября 1855